# パナソニック保険サービス
パナソニック保険サービス株式会社（パナソニックほけんサービス、Panasonic Insurance Services Japan Co., Ltd.　略称：PISJ）は、大阪市中央区に本社を置く、パナソニックグループの法人損害保険代理店。松下総合保険サービスとして、1976年に設立（当時の松下電器産業100%出資）。

## 関連会社
- シンガポール松下総合保険
- マレーシア松下総合保険
- インドネシア松下総合保険
- パナソニック保険サービスタイ